# Fernando José Luís Burnay de Sousa Coutinho
Fernando José Luís Burnay de Sousa Coutinho (Beato (Lisboa), 19 de Outubro de 1883 - Quinta do Bonjardim, Belas, 11 de Abril de 1945) foi o 6.º Marquês de Valença. Era filho de José Luis de Sousa Coutinho Castelo Branco e Meneses, 17.º Conde de Redondo e 14.º Conde de Vimioso e de Eugénia Cecilia Burnay.
D. Fernando José foi representante dos títulos de Marquês de Borba, Conde de Vimioso, Marquês e Conde de Aguiar com Honras de Parente, Conde do Redondo e Conde de Soure. 
Foi ainda Administrador-gerente da empresa Progresso Industrial e funcionário da Junta do Crédito Público.
Casou nas Mercês, Lisboa, com Hedwiges Maria Judite de Carvalho, a 15 de Outubro de 1922.
E foi pai de D. Eugénia de Carvalho de Sousa Coutinho e de D. António Luis de Sousa Coutinho, pretendente ao título de Marquês de Borba.